# Simba Football Club
Simba FC é um clube de futebol com sede em Lugazi, Uganda. Eles eram uma força dominante na década de 1970 e 1980, quando todos os jogadores estavam servindo as Forças Armadas do Exército ugandês.

## Títulos
- Liga dos Campeões da CAF:0

Finalista : 1972
- Campeonato Ugandense de Futebol:2

1971, 1978
- Ugandan Cup: 2

1977, 2011

## Jogadores notáveis
- Simrit Singh
- Jeffrey Ntuka-Pule
- Ibrahim Buwembo
- Henry Kabeta
- David Kalungi
- Moses Lule
- Lawrence Musoke
- Bruno Olobo
- Robert Ssentongo
- Godfrey Wakaza
- Patrick Phiri